# Cerro Conun Huenu

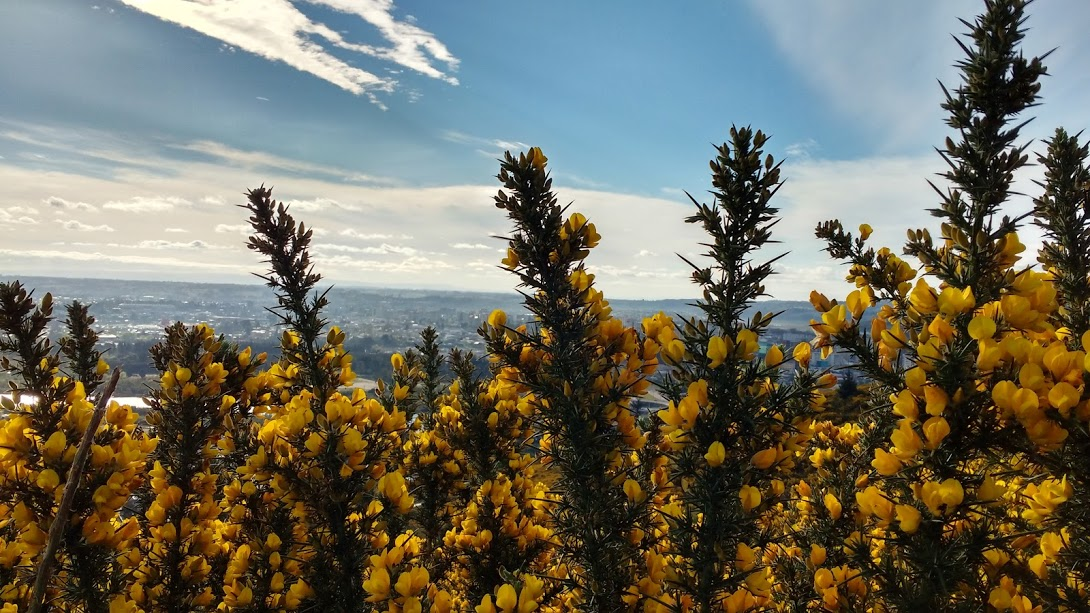
Flores de Ulex europaeus, cubren parte de las laderas del cerro en primavera

El cerro Conun Huenu (mapudungun: Konün wenu, "puerta del cielo" o "entrada al cosmos") es un cerro ubicado en el radio urbano de la comuna de Padre Las Casas, Provincia de Cautín, Chile. En parte de él se han instalado barrios con pavimento e iluminación. Otros sectores poseen vegetación.
Con una altitud de 360 m s. n. m., es el cerro más alto dentro de la comuna de Padre Las Casas. En sus diversos costados se encuentran grandes cantidades de plantaciones forestales típicas del sur de Chile, entre las cuales encontramos el pino y el eucalipto, los cuales han provocado una constante erosión de las laderas del cerro. Además cuenta con múltiples antenas de comunicación y telefonía.
Desde su cima se aprecia la comuna de Padre las Casas, que se encuentra en sus faldas y la ciudad de Temuco.
En la actualidad, el concejal Juan Nahuelpi, la organización social Red por La Defensa de Los Territorios y vecinos de Padre Las Casas trabajan en un proyecto para convertir en parque urbano las áreas verdes y sitios sin ocupar que aún quedan en él.

## Historia

### Época prehispánica
Los mapuche lo utilizaban como lugar sagrado donde se comunicaban con todas las energías cósmicas y el newen (la fuerza).

### Pacificación de La Araucanía
Durante la Ocupación de La Araucanía, el cerro estaba dominado por el cacique mapuche Esteban Romero. En este lugar, él y sus tropas se enfrentaron al Ejército de Chile, realizando rituales religiosos en los que solicitaban lluvia para que sus enemigos se congelaran y sus armas no funcionaran.